# John Ross (homme politique)
Pour les articles homonymes, voir John Ross et Ross.
Ne doit pas être confondu avec John Jones Ross.
John Ross (10 mars 1818 à Antrim - 31 janvier 1871 à Toronto) est un homme politique canadien. Nommé au Sénat du Canada en 1867, il en fut le président en remplacement du président Joseph-Édouard Cauchon, qui dut s'absenter pour environ deux semaines.
Son fils Robert Baldwin Ross (« Robbie Ross ») fut un proche de l’écrivain Oscar Wilde.